# Yangpa
Yangpa (en coréen : 양파), de son vrai nom Lee Eun-Jin (en coréen : 이은진) née le 17 mars 1979 à Séoul, est une chanteuse sud-coréenne. 

## Biographie
Elle a étudié au Berklee College of Music.

## Discographie
Albums
- 애송이의 사랑 (anglais : Grasshopper's Love) (1996)
- 알고 싶어요 (anglais : I Want to Know) (1998)
- ADDIO1 (1999)
- Perfume (2001)
- The Windows Of My Soul (2007)

EPs
- Elegy Nouveau (2011)
- Together (2012)

Compilations
- A Letter From Berkeley (1999)
- The Best Album (2003)